# Joshua Logan
Joshua Lockwood Logan III  (Texarkana, 5 de octubre de 1908 - Nueva York, 12 de julio de 1988) fue un escritor, director de teatro y cine estadounidense. Nacido como Joshua Lockwood Logan III en Texas, asistió a la Academia Militar Culver en Indiana, antes de ingresar a Princeton. Como estudiante, colaboró en la formación de la sociedad University Players, junto con Henry Fonda y James Stewart. Estudió actuación con Konstantin Stanislavski en Moscú, antes de su graduación en 1931.
Logan comenzó actuando en teatro Falso en Broadway en 1932. Emigró a Hollywood en 1936, para trabajar con el productor David O. Selznick. Cuando regresó a Broadway, dirigió varias obras de teatro, hasta que el servicio militar interrumpió su carrera durante la Segunda Guerra Mundial. Después de la guerra, Logan continuó dirigiendo teatro en Broadway, ganando el Premio Pulitzer y el Premio Tony en 1950, por la obra South Pacific.
En 1955, Logan volvió a Hollywood renuentemente, para ayudar a completar la filmación de Mister Roberts, pues el director original, John Ford, cayó enfermo. Entre 1955 y 1969, Logan dirigió diez películas. Publicó en 1976 su autobiografía titulada Josh: My Up-and-Down, In-and-Out Life, y enseñó teatro en Boca Raton, Florida, entre 1983 y 1986. Logan murió en Nueva York en 1988, víctima del síndrome Steele-Richardson-Olszewski.

## Filmografía seleccionada
- Picnic (1955)
- Bus Stop (1956)
- Sayonara (1957)
- South Pacific (1958)
- Fanny (1961)
- Camelot (1967)
- La leyenda de la ciudad sin nombre (1969)

## Premios y distinciones
Premios Óscar
| Año  | Categoría       | Película | Resultado |
| ---- | --------------- | -------- | --------- |
| 1956 | Mejor director  | Picnic   | Nominado  |
| 1958 | Mejor dirección | Sayonara | Nominado  |
| 1962 | Mejor película  | Fanny    | Nominado  |